# Reginalda Picas Planas
Reginalda Picas Planas (25 de maig de 1895, Borredà - 27 de juliol de 1936, Castellgalí) fou una religiosa catalana de les Dominiques de l'Anunciata martiritzada i morta durant la persecució religiosa de la Guerra civil espanyola. Fou beatificada per Benet XVI el 2007, la seva festa se celebra el 6 de novembre.

## Biografia
Estudià al col·legi de les Dominiques de l'Anunciata de Borredà, entrà a la congregació el 24 de març de 1919. Després d'un temps d'experiència de treball, professà el 30 de setembre de 1920. Molt castigada per la malaltia, estigué destinada a Astúries, dedicada a diferents tasques i classes, a Boo, a Oviedo, Ablaña, Sama de Langreso i Gijón. Passà llavors al col·legi de Manresa, el primer dia de 1936 comentava a una altra religiosa que Déu no li havia permès ser màrtir a Astúries, però pressentia que la seva vida acabaria a Catalunya.
El 26 de juliol de 1936 un grup de milicians registrà el domicili de Manresa on es trobava refugiada amb la germana Rosa Jutglar, foren objecte de burles i de propostes deshonestes, elles, emperò, es mostraren fermes en la fe i disposades al martiri. L'endemà, el 27 de juliol, foren detingudes en una altra casa on s'havien refugiat i les mataren a Castellgalí.